# Real Montecchio
Real Montecchio – włoski klub piłkarski z siedzibą w miejscowości Sant’Angelo in Lizzola w regionie Marche, istniejący w latach 1965-2014.

## Historia
Klub założono w 1965 roku w miejscowości Sant’Angelo in Lizzola. W początkach swojej działalności występował w lokalnych ligach regionu Marche. W sezonie 1971/72 klub po raz pierwszy wywalczył awans do Promozione (V liga). Po reformie rozgrywek w 1991 roku występował w Eccellenzy (VI szczebel ligowy). W sezonie 1999/00 Real Montecchio po raz pierwszy awansował do Serie D, gdzie spędził 10 kolejnych lat, 3-krotnie odpadając w tym okresie w play-off o awans do Serie C2 (2003, 2007, 2008) i wygrywając 2-krotnie baraż o pozostanie w lidze (2004, 2009). 
W 2008 roku Real Montecchio popadł w kłopoty finansowe, w wyniku których przez następne 5 lat miał permanentne problemy ze spłatą należności wobec pracowników i piłkarzy. Brakowało również funduszy na bieżącą działalność klubu i finansowane grup młodzieżowych. W 2010 roku, po zajęciu ostatniego miejsca w grupie F Serie D, Real spadł z ligi, rozpoczynając regres, zakończony spadkiem do Seconda Categoria w 2014 roku.
Zarząd klubu oraz część sponsorów byli już wówczas od roku objęci śledztwem włoskich organów podatkowych, dotyczącym popełnienia przestępstw finansowych na kwotę ponad 5 milionów euro. Przed sezonem 2014/15 Real Montecchio ogłosił upadłość i wycofał się ze wszelkich rozgrywek.

## Barwy
Oficjalnymi barwami Realu Montecchio były kolory czerwony i biały.

## Stadion
Real Montecchio rozgrywał swoje mecze na Stadio Giovanni Spadoni (3000 miejsc), zlokalizowanym na wschodnich obrzeżach miasta na Via Giuseppe Mazzini 51.